# Heterospingus rubrifrons
Heterospingus rubrifrons  (лат.) — вид птиц из семейства танагровых. Птицы обитают в субтропических и тропических низменных влажных лесах, на высоте 0—900 метров над уровнем моря, на склонах гор со стороны Карибского моря от Коста-Рики (Лимон) восточнее до Панама (восточнее до города Пуэрто-Обалдия в Куна-Яле) и локально на тихоокеанских склонах гор Панамы в провинциях Верагуас и Панама (Серро-Хефе (исп. Cerro Jefe) и Серро-Асул), возможно, и на крайнем западе Дарьен. Длина тела 16 см, масса около 35 грамм